# 411vm 26
411vm 26 je seštindvajseta številka 411 video revije in je izšla septembra 1997. Pri tej številki so prvič uporabili postavite teksta na naslovnici,  ki so jo uporabljali vse do 67. številke.

## Vsebina številke in glasbena podlaga
Glasbena podlaga je navedena v oklepajih.
- Wheels of fortune Steffan Attardo, Danny Gonzalez, Danny Shimizu / Danny Butanda (DJ Shadow - High Noon, Gifthorse - Messenger Sends, Gorgeous - Next Big Thing)
- Rookies Scott Bourne (The Backsliders - My Baby's Gone)
- Contests Etnies Skate Street, MTV Sports and Music Festival (Pure - Denial, The Promise Ring - Everywhere in Denver, The Promise Ring - Running Down the Waterfall, DJ Krush - Meiso)
- Industry Adrenalin, Fit
- Road trip Vans / Este, Hook-ups, Giant, Mike Vallely in Jamie Thomas turneja po Španiji, Švici in Avstriji (Ray Barbee - Acoustic Set, Pixies - Gigantic, Slint - #1)
- Spot check Burnside (Fu Manchu - The Action Is Go)

Glasba v zaslugah je Dance Hall Crashers - Stand By.